# Tvärtomleken
Tvärtomleken är en lek som går ut på att enbart prata tvärtomspråket.

Man kan exempelvis ha en tvärtomfrågesport. Den går ut på att en tävlingsledare (utanför spelet) ställer enkla nedskrivna ja- och nej-frågor i tur och ordning till deltagarna. Deltagaren som blir utfrågad ska utan någon nämnvärd betänketid besvara frågan på tvärtomspråket, alltså tvärtemot hur det är i verkligheten. Om frågan lyder: "Växer köttbullar på träd?" blir rätt svar alltså "ja".
Tvärtomdagen (engelskans Opposite Day(en)) innebär att man under en valfri dag gör saker och ting tvärtemot hur man förväntas göra eller brukar göra. Det kan vara exempelvis att äta efterrätten före huvudrätten, att barnen går till förskolan, familjedaghemmet eller skolan i pyjamas eller nattlinne, alternativt sitter på golvet och använder stolen som bord.